# Dan Bricklin

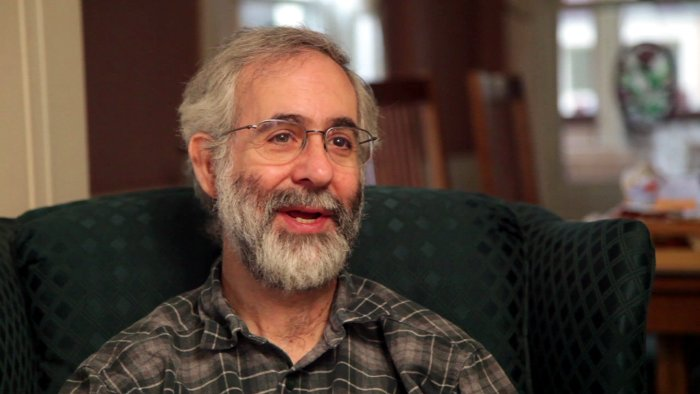
Dan Bricklin

Daniel S. Bricklin (ur. 16 lipca 1951 w Filadelfii, USA) – współautor, razem z Bobem Frankstonem, arkusza kalkulacyjnego VisiCalc, założyciel Software Garden Inc., gdzie jest prezesem, i Trellix Corporation.
Otrzymał bakalaureat na wydziale inżynierii elektrycznej i nauk komputerowych w MIT oraz w 1979 r. tytuł MBA na Uniwersytecie Harvarda.
W 1979 Bricklin i Franston założyli Software Arts, Inc. i rozpoczęli sprzedawanie arkusza VisiCalc, pierwszego programu tej kategorii dla komputerów osobistych. Za stworzenie VisiCalca Bricklin otrzymał w 1981 r. Grace Murray Hopper Award.
Bricklin był prezesem Software Arts do 1985 r., kiedy to opuścił firmę i założył Software Garden, w której pozostawał do 1990 r. Następnie założył Slate Corporation, jednak w 1994 r. zamknął firmę i powrócił do Software Garden. W 1995 założył Trellix Corporation, która w 2003 r. została zakupiona przez Interland, Inc., a Bricklin został w niej prezesem do spraw technologii.
11 sierpnia 2000 Bricklin wprowadził termin friend-to-friend networking – Bricklin.com.
Bricklin jest obecnie (2005) prezesem firmy Software Garden, produkującej oprogramowanie narzędziowe (w tym 'Dan Bricklin's Demo Program'), jak również świadczącej usługi konsultingowe.